# Пратер, Ричард Скотт
Ри́чард Скотт Пра́тер (англ. Richard Scott Prather; 9 сентября 1921, Санта-Ана, Калифорния — 14 февраля 2007) — американский прозаик, известный по созданию детективной серии «Шелл Скотт» (англ. «Shell Scott»).
Он также писал под псевдонимами Дэвид Найт (англ. David Knight) и Дуглас Ринг (англ. Douglas Ring).

## Биография

### Ранние годы и карьера
Пратер родился в Санта-Ане (Калифорния), и провел год в Riverside Junior College (сейчас Riverside Community College).
Он служил в торговом флоте США во время Второй мировой войны, с 1942 до окончания войны в 1945 году. В том же году он женился на Тине Хагер (англ. Tina Hager) и начал работать в качестве штатского начальника отдела по учету (?) излишков имущества на военно-воздушной базе March, находящейся Риверсайде (Калифорния)
В 1949 году он оставил эту работу, чтобы стать профессиональным писателем.
Первый детектив из серии о Шелле Скотте, «Дело об исчезнувшей красотке» (англ. «Case of the Vanishing Beauty») был опубликован в 1950 году. Это послужило началом длинной серии, которая насчитывала более трех десятков романов о Шелле Скотте.

### Последующая карьера
Пратер имел противоречия со своим издательством — Poket Books и засудил их в 1975 году.
На нескольких лет он бросил писать и выращивал авокадо.
В 1986 году он вернулся с «Эффектом Амбера» (англ. The Amber Effect)
Последняя книга Пратера — «Контузия» (англ.Shellshock) была издана в твердом переплете в 1987 году издательством Tor Books.
Он завещал свои рукописи «Richard S. Prather Manuscript Collection» в Университете Вайоминга (Ларами, Вайоминг). В 2011 году вышла его посмертная рукопись "The Death Gods" - последний роман из цикла приключений Шелла Скотта.

## Личная информация
Жена Пратера, Тина, умерла в апреле 2004 года, после 58 лет замужества.

## Награды и заслуги
- Private Eye Writers of America Lifetime Achievement Award (1986)
- Дважды входил в состав Совета директоров Mystery Writers of America.

### Романы о Шелле Скотте
- «Дело об исчезнувшей красотке» (1950 г.) (англ. Case of the Vanishing Beauty)
- «Тела в бедламе» (1951 г.) (англ. Bodies in Bedlam)
- «И каждый вооружен» (1951 г.) (англ. Everybody Had a Gun)
- «Найдите эту женщину» (1951 г.) (англ. Find This Woman)
- «Распятая плоть» (1952 г.) (англ. Dagger of Flesh)
- «Детка — это смерть» (1952 г.) (англ. Darling, It’s Death)
- «Гнездо разврата» (1952 г.) (англ. Way of a Wanton)
- «Свидетелей не оставлять» (1954 г.) (англ. Always Leave 'em Dying)
- «Кругом одни лжецы» (1954 г.) (англ. Pattern for Panic)
- Ride a High Horse a.k.a. Too Many Crooks —1956
- «Обнажись для убийства» (1956 г.) (англ. Strip for Murder)
- «Отчаянное преследование» (1956 г.) (англ. The Wailing Frail)
- The Deadly Darling — 1957
- Have Gat — Will Travel (short stories) — 1957
- Three’s a Shroud (novelettes) — 1957
- «Разворошенный муравейник» (1958 г.) (англ. The Scrambled Yeggs)
- Slab Happy — 1958
- «В очереди на убийство» (1958 г.) (англ. Take a Murder, Darling)
- «Четверо со Сриннагара» (1959 г.) (англ. Over Her Dear Body)
- «Двойные неприятности» (1959 г.) (англ. Double in Trouble) — совместно со Стивеном Марлоу
- «Танец с мертвецом» (1960 г.) (англ. Dance with the Dead)
- «Раскопай эту чертову могилу» (1961 г.) (англ. Dig That Crazy Grave)
- Shell Scott’s Seven Slaughters (рассказы) — 1961
- «Убить клоуна» (1962 г.) (англ. Kill the Clown)
- Dead Heat — 1963
- «Двойник мертвеца» (1964 г.) (англ. The Cockeyed Corpse)
- «Джокер в колоде» (1964 г.) (англ. Joker in the Deck)
- «Троянский катафалк» (1964 г.) (англ. The Trojan Hearse)
- (1965 г.) (англ. Dead Man’s Walk)
- «Убей его дважды» (1965 г.) (англ. Kill Him Twice)
- «Странствующие трупы» (1965 г.) (англ. The Meandering Corpse)
- "Дело «Кублай-Хана» (1966 г.) (англ. The Kubla Khan Caper)
- (1967 г.) (англ. Gat Heat)
- (1969 г.) (англ. The Cheim Manuscript)
- (1969 г.) (англ. Kill Me Tomorrow)
- рассказы (1969 г.) (англ. The Shell Scott Sampler)
- «Проснуться живым» (1971 г.) (англ. Dead-Bang)
- (1972 г.) (англ. The Sweet Ride)
- «Верняк» (1975 г.) (англ. The Sure Thing)
- «Эффект Амбера» (1986 г.) (англ. The Amber Effect)
- (1987 г.) (англ. Shellshock)
- The Death Gods (2011) издан посмертно, перевода на русский язык нет

### Другие романы
- «Тебе конец, убийца» (1952 г.) (англ. Lie Down, Killer)
- «Торговец плотью» (1963 г.) (англ. The Peddler) — под псевдонимом Дуглас Ринг в 1952 г.

Под псевдонимом Дэвид Найт
- (1952 г.) (англ. Pattern for Murder) — публиковался в 1958 г. как «Разворошенный муравейник» (англ.The Scrambled Yeggs) от имени Пратера.
- (1956 г.) (англ. Dragnet: Case No. 561)

Под псевдонимом Дуглас Ринг
- (1952 г.) (англ. The Peddler) публиковался в 1963 г. от имени Пратера)

### Как редактор
- (англ. The Comfortable Coffin), stories by Ellery Queen, Evan Hunter, Stanley Ellin, Erle Stanley Gardner, и другие.